# イングランド・フランス二重王国
イングランド・フランス二重王国（イングランド・フランスにじゅうおうこく、英語: Dual monarchy of England and France）は、百年戦争中のシャルル7世勝利王とヘンリー6世がフランスの王位の継承を巡って抗争していた時期に存在していた。
シャルル7世の父シャルル6世は、1420年5月21日に調印したトロワ条約で、娘婿であるイングランド国王ヘンリー5世とその子孫にフランス王位を与えることを取り決めた。そのシャルル6世が死去した1422年10月21日に、この王国は始まった。これはフランス王位を継承するはずであった正当なる嫡子、王太子シャルルを除外するものであった。条約はフランスの三部会で批准されていたにもかかわらず、フランスの王位は譲渡することが出来ないとする、かつて布告された王位継承法と矛盾していた。ヘンリー5世の息子であるヘンリー6世はイングランドとフランスの両国王となったが、イングランドとブルゴーニュ公国（1435年まで）のみがヘンリー6世をフランス王アンリ2世として認めた 。ヘンリー6世は1431年12月16日にフランス王として戴冠した。

ヘンリー6世統治時代のイングランドの国章。

フランス王としてのヘンリー6世のデ・ジュリの主権と正当性はイングランド及び自らのフランス統治議会下での同盟・ないしは支配下にあるフランスの領域のみから認められた。他方、王太子がフランス王として支配しているところはロワール一帯の南部であった。
シャルル7世は、自らの使命をイングランドからフランスを解放し、かつ王太子をランスで戴冠させるのを信じるジャンヌ・ダルクの支援によって1429年7月19日にランスにて戴冠した。1435年にローマ教皇の使節によってヘンリー6世への義理立てから解放された ブルゴーニュ公フィリップ善良公はシャルル7世を正統なるフランス王と見做した。この有力なフランス貴族の裏切りによって、ヘンリー6世のフランス統治は事実上終わりに達した。百年戦争を終結させることになった1453年7月17日のカスティヨンの戦いでフランスが最終的な勝利を収めたことで、二重王国状態に終止符が打たれた。イングランドはカレーを除くフランス領の全てを喪失した。
1453年までにシャルル7世は唯一のフランス王となった。

## 背景
イングランド王家とフランス王家は、フランスの世襲の主権を巡って絶え間なく争ってきた。百年戦争（1337年 – 1453年）は拡大し、両国の戦闘はたいてい数年の一定した休戦を挟んで断続的に行われた。最初の時代はクレシーやスロイス等の著名な戦闘における大勝によって、エドワード3世の勝利に終わった。エドワード3世の息子エドワード黒太子は1356年のポワティエの戦いでフランス王ジャン2世善良王を捕え、フランス軍を敗走させた。1360年は最初の時代の終了と和平への機会を印象付けた。
プレティニー条約でフランス王は、王国の歳出の2倍に匹敵する身代金を条件に釈放された。加えて、フランス王はエドワード3世にアキテーヌを譲渡した。このようにしてエドワード3世は以前のアンジュー帝国の主要な公国の一つを回復したのである。しかしエドワード3世は、自らの母イザベラの出自を根拠とする正当なるフランス王の称号を諦めなければならなかった。シャルル5世賢明王はフランス王位を継承し、フランス側の宣戦布告で1369年に交戦状態に陥り、和平は破られた。この時はイングランド側が戦略的敗北に陥った。シャルル5世の戦略は城を攻撃することであり、そこではイングランドの勝利は以前のように容易ではなかった、そしてフランス王はイングランドとの戦争を極力避けた。この重要な戦略によって、イングランドはアキテーヌなど掌握していた多くの領域を失ったが、ガスコーニュは保持した。年老いたエドワード3世はもはや戦場に出て戦える状態ではなかった。エドワード黒太子は父王より先に死去していたため、1377年にエドワード3世が死ぬと黒太子の息子リチャード2世がイングランド王となった。
1396年に、リチャード2世がフランス王シャルル6世狂心王の娘イザベラと結婚したことで和平が結ばれ、第2の時代は終わった。しかし平和は長く続かなかった。1399年にリチャード2世がアイルランドにいる間にヘンリー4世が王位を簒奪し、1403年にフランス側の敵意を引き起こしたのである。かくして戦争の第3段階の火蓋が切られた。

## ランカスター家と英仏関係
当初、ヘンリー4世は自領であるランカスター公領に隠遁することを主張し、リチャード2世に対して「貴方の王位を剥奪する望みも権利もない」と書き送った。にもかかわらず、ヘンリー4世は自らの王位を着実にし、リチャード2世は廃位された。国内の争いはヘンリー4世下の統治でのウェールズにおけるオワイン・グリンドゥール（オウェイン・グレンダワー）及び北部のパーシー一族（ヘンリー4世の古い支持者であった）の反乱で頂点を迎えた。しかし、ヘンリー4世は政治的立場を固めていった。内戦はフランスでも同じく、アルマニャック派とブルゴーニュ派の争いという形で勃発していた。シャルル6世の弟であるオルレアン公ルイはブルゴーニュ公ジャン無怖公の指示で暗殺された。このことは当初は風聞に過ぎなかったものが、ブルゴーニュ公国にはスキャンダラスな出来事であり、後にシャルル7世勝利王を巻き込むことになった。内戦を制するためにはヘンリー4世は重要な同盟相手と見做されていた。そのためアルマニャック派は見返りとしてアキテーヌのイングランドへの返還まで申し出て、ヘンリー4世に軍事支援を求めた。（もっとも実際にアルマニャック派が勝利した時にはアキテーヌの件は忘れられたが。）ヘンリー4世は1412年にアルマニャック派を支援するための遠征軍を派遣した。
両派が互いに迫害する形で内戦は続き、アルマニャック派によってソワソンは略奪され、ブルゴーニュ派によってパリは掌握された。ジャン無怖公は若い王太子シャルルと狂気の王シャルル6世の摂政であると主張した。1413年に簒奪者ヘンリー4世は死んだ。王位を継いだのは息子のヘンリー5世である。

## 戦士王ヘンリー5世
ヘンリー4世の治世の主な特徴は「内戦と反乱」だったため、ヘンリー5世は若い頃から父王を助けて戦闘に参加していた。ヘンリー5世の戦闘における最初の試練はウェールズで起きた。1403年のシュルーズベリーの戦いの指揮を執ったのである。この戦いで、ウェールズ軍の放った矢がヘンリー5世の頬を貫いた。ヘンリーは重体で意識も混沌としていたが戦場を離れず、イングランドの勝利をかち取った。
ヘンリー5世はこれらの優秀なイングランド・ウェールズの弓兵を、大規模な形で彼らをアジャンクールの戦いで活用した。ウェールズ人の独立精神を抑えつつ、ウェールズの城は一つ一つ落されていった。ヘンリー4世が死ぬと、ヘンリー5世の弟クラレンス公トマスが相続人として兄よりも支持された。フランス王太子はイングランド領であったガスコーニュでギュイエンヌ公となった。アルマニャック派がガスコーニュを自らの主権下に置こうとしていることを仄めかしているのは明白であった。クラレンス公はイングランドからガスコーニュへ向かったが、ヘンリー5世はイングランドにとどまった。これはヘンリー5世がイングランド王位を獲得する絶好の機会であった。正確に言うと、クラレンス公がガスコーニュにいる間にヘンリー5世はイングランド王位についたのである。ヘンリー5世は同時に、フランス王太子が思い描いていたギュイエンヌ統治をかわすことに成功した。1413年にヘンリー5世は統治を開始したが、フランスの内戦は続いたままであった。ヘンリー5世はフランス王に拡大したアキテーヌ、ノルマンディー、プロヴァンスの港、アンジュー帝国に臣従を誓っていたかつてのトゥールーズ伯領、メーヌ、アンジュー地方を要求した。フランスはこれを拒否し、無視した。28歳になった1415年にヘンリー5世はアジャンクールの戦いに集約されるフランスへの侵攻を開始したのである。

### 1415年の遠征
1415年8月11日にヘンリー5世はフランスへ渡り、アルフルールの要塞を包囲して9月22日に落とした。その後、ヘンリー5世軍はフランスの辺境をカレーに向かって行軍しなければならなかった。1415年10月25日、アジャンクール村付近の平原でイングランド軍はフランス軍を迎え撃った。イングランド軍は消耗し、兵力では遥かに劣っていたにもかかわらず、ヘンリー5世は数千人を討ち取ることでフランス軍に決定的な打撃を与えた。イングランド側からの観点では、この勝利は遠征の第1段階に過ぎなかった。
| 「 | イングランドの人々よ、聖クリスピヌスの祝日（10月25日）の輝かしい勝利における汝らのの働きと祈りを止めよ。彼らのイングランドの男達の名声への嘲りにもかかわらず、フランスの悪評は失墜した。 | 」 |

このラテン語の警句は戦争後に多くの生み出された物の一つであり、年代記などの長い口承に由来する。

### 1417年の遠征
アジャンクールの勝利から2年間辛抱強く準備して、ヘンリー5世は1417年に大規模な形で戦争を再開した。低ノルマンディーはすぐに征服され、ルーアンはパリから切り離されて包囲された。フランスはブルゴーニュ派とアルマニャック派の抗争で麻痺していた。ヘンリー5世は両派に対して軍事的接近を怠ることなく、巧みに互いを争わせた。1419年1月にルーアンは陥落した。抵抗するノルマンディーのフランス人は厳しく弾圧された。イングランド軍捕虜を壁で絞首刑にしたアラン・ブランシャルは同じ方法で処刑された。イングランド国王を破門したルーアン律修司祭のロベール・ド・リヴェは、イングランドに連行されて5年間投獄された。この戦争中、ノルマンディーでは唯一モン・サン＝ミシェルが包囲されながらも篭城戦を耐え切った。

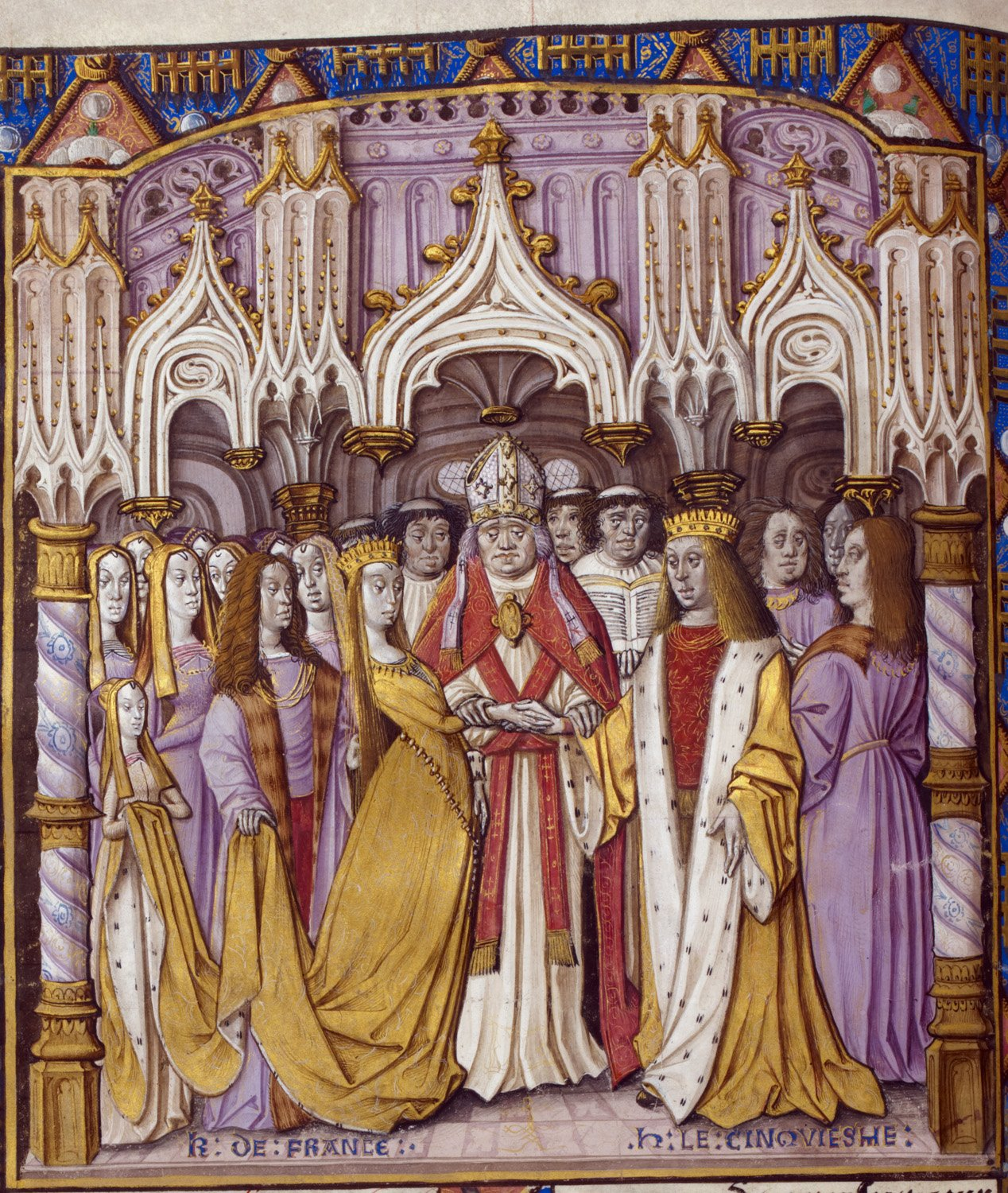
ヘンリー5世とカトリーヌとの結婚式。

同年8月までにイングランド軍はパリに迫った。フランス党派の謀略はモントルーにおける、王太子支持派によるジャン無怖公暗殺（1419年9月10日）で頂点に達した。新たなブルゴーニュ公フィリップ善良公はヘンリー5世と結んだ。6ヶ月に及ぶ交渉の後、ヘンリー5世をフランスの王位継承者及び摂政と認めるトロワ条約が締結され、1420年6月2日にヘンリー5世はシャルル6世の娘カトリーヌと結婚した。6月から7月にかけてヘンリー5世の軍勢はモントルーの城を包囲攻略し、更に11月にはムーランを落とし、その後短期間の後に再びイングランドへ帰国した。翌年にヘンリー6世が生まれている。

### 1421年の遠征
1421年6月10日にヘンリー5世はフランスへ渡ったが、これが最後の遠征となった。7月から8月にかけてヘンリー5世の軍はドルーを包囲・攻略してシャルトルの軍と連携した。10月にヘンリー5世の軍はモーを包囲して1422年5月2日に占領した。ヘンリー5世は1422年8月31日、パリ付近のヴァンセンヌ城で急死した。原因はモー包囲中に感染した赤痢であることが明らかになっている。35歳であった。死の前にヘンリー5世は弟のベッドフォード公ジョンを生後数ヶ月に満たないヘンリー6世のフランスにおける摂政に任命した。ヘンリー5世自身は、自らの王位が確約されたトロワ条約に則って生きた状態でフランス王に戴冠することは叶わなかった。ヘンリー5世を自らの後継者に指名した病弱なシャルル6世は、ヘンリー5世よりも数ヶ月生き延びた。前年に生まれたヘンリー6世は、父からイングランド王位を、数ヵ月後には祖父からフランス王位を継承した。イングランド王ヘンリー6世ないしフランス王アンリ2世という一人の君主の許で連合体制が敷かれた。

## 1422年：フランス王位継承を巡る統治の問題
幼王ヘンリー6世の摂政を巡る問題は、ベッドフォード公、ブルゴーニュ公、フランス身分会議（全国三部会）の会談で解決された。トロワでの取り決めによって、ベッドフォード公がノルマンディーを維持してブルゴーニュ公がフランスの摂政となることが再確認された。ベッドフォード公は、ブルゴーニュ公はノルマンディーの保持者としての自らの地位を放棄するのではないかと、今少し確信を持てないでいた。そこで5日後にベッドフォード公は、自らのイングランド及びフランスの摂政としての布告をロンドンに送った。ベッドフォード公はヘンリー5世に反対する理由がなかったが、仮にフランス王の摂政になれなかったら、イングランド王の摂政になることになっていた。当時、ベッドフォード公は自らを未だに「ノルマンディーの支配者」と見做しており、布告から6ヶ月後の11月1日にノルマンディーの長官はロンドンへ派遣された。ベッドフォード公は甥の英仏王ヘンリー6世のフランスにおける摂政として姿を現した。同時にトロワ条約が再確認され、ベッドフォード公は11月19日に“パリ高等法院”においてフランスの摂政として統治し、フランスを良い方向に導くために身を捧げることになった。
フランス王シャルル6世から直接引き継ぐことになったトロワ条約と、1422年に法的なフランス王冠号が含まれるフランス王位を継承したことによって、ヘンリー6世は今やノルマンディーとガスコーニュを束ねるフランス王となった。ベッドフォード公は満足し、イングランドへの帰国を求めなかったが、司教ヘンリー・ボーフォートと論じるために1425年だけイングランドに戻った。フィリップ善良公は父を王太子（この時には“自称”フランス王シャルル7世）の部下に殺された後、イングランドの支援を必要としていたために、イングランドが望んでいた通りほとんど反抗することが出来なかった。ヘンリー5世の取り決めには致命的な欠点があった。最後の数日に至るまで、ヘンリー5世はシャルル6世よりも早く死ぬとは思ってもいなかったのである。その上、条約は死の淵にあるヘンリー5世の自由を制限していたのである。ヘンリー5世が作った取り決めには短期の場合（シャルル6世が死ぬまで）と長期の場合（ヘンリー6世が英仏両王になった時）を含んでいた。これがブルゴーニュ公国がイングランドと同盟し、戦場では一貫してイングランド側に立った主な理由であった。
シャルル6世の死はアングロ＝ブルギニョン同盟、及び法的なイングランド・フランス連合王国に影響を与えることは決してなかった。ブルゴーニュ人モントルレは同時代の唯一の記録に、ブルゴーニュ公はベッドフォード公を摂政とさせるためにフランス王の摂政となることを断念した、と記されている。ブルゴーニュ公は死の淵にあるヘンリー5世の最後の言葉の記録を求めていたのではないかとの疑問が募る。また、直接記録された演説は、ブルゴーニュ公の猜疑心を更に掻き立てた。これはグロスター公ハンフリーを侮辱させ、その上ヘンリー5世がエクセター公トマス・ボーフォートをイングランドの摂政にとどめる発言をしたことが一層の拍車をかけた。しかし年代記は、1425年にグロスター公がネーデルラントに侵攻したことでブルゴーニュ公の敵愾心を掻き立て、後の1436年にカレーを攻撃したブルゴーニュ公をグロスター公が撃退したと記している。これは事実を歪めている。モントルレはブルゴーニュ公国の自尊心を高め、何故ブルゴーニュ公は1422年に摂政を蹴ったのか説明しようとする。セント・オールバンズ（サン・トーバン）修道院の年代記は、ブルゴーニュ公はフランスの摂政に一度も委任されなかったと記す。しかしこの年代記はシャルル6世の死の数週間前で終わっており、その背景は記されていない。ヘンリー5世は明確にはフランスの摂政を指名していなかったのかも知れないが、ベッドフォード公は反対を受けなかった。

## イングランドの統治
グロスター公をイングランドの摂政にするというヘンリー5世の望みは論争を引き起こし、イングランドの摂政候補に何人もが名乗り出た。ヘンリー5世がウェストミンスター寺院に埋葬された1422年11月7日、その遺志はグロスター公、ヘンリー・ボーフォート枢機卿、エクセター公を始めとする貴族によって実現された。死んだ王の威光は幾つかの同意の事柄を引き合いにした、しかし全てに至るヘンリー5世の方向性は失われていった。未だにグロスター公に対する反対が存在していたのである。ベッドフォード公は将来フランスの摂政になることが不確かであった頃の11月26日に、グロスター公の統治に対して難色を示したのである。幾人かの統治者はグロスター公の若さと評判を理由に、彼が摂政となる考えを支持したが、大部分の統治者はこの考えを嫌い、1422年に遺言補足書という形でグロスター公に与えられた権限に対して疑念を抱くようになった。
グロスター公は歴史ないしは先例を根拠に考えを実現した。グロスター公は、1216年（ジョン王の死後、未成年のヘンリー3世が即位し、ウィリアム・マーシャルが摂政を務め始めた時代）のことを研究した、つまり、ノルマンコンクエスト以降、最初の未成年の王をイングランドが戴いた年である。グロスター公は若い王に与えられるはずの権威と尊敬とが自分にも与えられることを望んだ。グロスター公は同様の例としてヘンリー3世が未成年の間、ヘンリー3世の導き手となった初代ペンブルック伯（ペンブロークとも）ウィリアム・マーシャルの例を精力的に調査した。貴族たちは、今回採用されなかったこのマーシャルの先例は今の世に適用するにはあまりにも古すぎるものだし、その上リチャード2世が国王として即位していたが未成年であった時、リチャードの叔父であるジョン・オブ・ゴーント（グロスター公の祖父）は顧問会議でいかなる特別な地位も与えられたわけではなかったにもかかわらず、ジェントリたちの一般的な合意により、唯一の導き手などよりも十分に効果的に王国を統治したと論じた。ベッドフォード公はフランスの摂政となった。何故ならばフランスでは、単一の摂政による統治が、顧問会議による（合意形成による）統治より好まれていたからであり、また、この二重王国は、単純に人的結合による同君連合であり、それぞれの王国では固有の慣習と伝統を保つことが許されていた（イングランドとフランスの統治形態が同じでなければならない理由はない）からである。貴族たちはグロスター公が摂政になりたい振りをしている時に、個人的にグロスター公を攻撃したくはなかったし、むしろ摂政を置くというヘンリーの遺志を攻撃した。ヘンリーの意思はローマ法の影響を受けており、イングランド人の考えや伝統にはそぐわないものだった。グロスター公の代理人としての役割はヘンリー5世の死によって喪失したと言われている。
グロスター公は弾き飛ばされ、断続的に開かれる顧問会議と同様に断続的に開かれる議会から許可された事柄に関してのみ行動した。しかしながら、このことはひとつを撤回したわけではない、というのも、ベッドフォード公は、フランスの王位の継承者に指名され、同時にイングランドの王位継承者にも指名されていたが、もし、彼がフランスからもどってきたならば、グロスター公の筆頭摂政としての地位を、顧問会議の許可を受けて、フランスに戻るまで一時的にベッドフォード公が受け継ぐことになっていたからである。グロスター公のイングランドにおける地位は厳密に制限されていたが（ベッドフォード公がイングランドにいない時だけ認められるものであった）、2つの王国はしばらくの間は繁栄を享受した。

## フランスの領域
1420年のトロワ条約は、アングロ＝ブルギニョン同盟の政治的安定性を達成した。1423年の同盟にはさらに、ブルターニュ公ジャン5世も加わった。1428年までにはソールズベリー伯トマス・モンタギュー率いるイングランド軍がロワールに派遣されて包囲が固まった。
1420年代のガスコーニュは、北フランスにイングランドが持つ領域から、海と陸との両方によって隔てられて孤立していることを考慮に入れると、この領域を手に入れようとするヴァロワ家の試みから驚くべきほど無傷であった。ガスコーニュはイングランドに親近感を抱くフランス貴族によって強固に守備され、そこではフォワ伯のようなラングドックのジェントリによる交渉が行われていた。カレーは同地の守備隊と羊毛を北ヨーロッパやイングランドに輸出し、ネーデルラントと良好な関係を維持している商業組合によって守備された。ノルマンディーとイル＝ド＝フランス地域はフランス摂政ベッドフォード公によって、ランス はブルゴーニュ公によって守備された。唯一、敏感になった地方はアングロ＝ブルトン関係及びその姿勢がイングランド南西部の制海権とガスコーニュへの航海に影響を与えるイギリス海峡であった。
ベッドフォード公庇護下での連合王家に対するブルターニュ公の忠誠は、ブルターニュ公国の独立を内に秘めたまま維持されていた。ブルトン人貴族アルテュール・ド・リッシュモンはトロワ条約にサインするなどして、当初はヘンリー5世を支持してイングランドからトゥーレーヌ公に任じられたが、すぐにシャルル7世になびいて、その姑であるヨランド・ダラゴンによってフランス元帥に任じられた。イングランドがヴァロワ家の領域を頻繁に攻めたことで、1424年から1426年にかけてブルターニュとの関係は悪化し始め、この時に「開かれた戦争」によって三部会が沿岸部のブルトン人の侵入者に警戒心を抱くことを明白にした。イングランドにとってブルゴーニュとの関係はより重要であった。
ジャン5世のように、フィリップ善良公もまた他の政治的望みを抱いていた。善良公が最も関心を抱いた事柄の一つに、ネーデルラントへ自らの影響を及ぼすことがあった。ジャクリーヌ・ド・エノーは1421年に夫のブラバント公ジャン4世の許からイングランドへ亡命し、1423年にグロスター公と結婚した。このことは、ジャクリーヌの叔父ヨハン3世や敵対者がブルゴーニュ公を後継者と見做した1423年、すぐにイングランドの介入を引き起こした。結果、グロスター公はエノーで悲惨な損失を被った。ベッドフォード公は自らの力を駆使して同盟を補強した。
イギリス海峡の守備は、アラスでブルゴーニュ公が離反した後でさえもほとんど影響がなかった。1420年間のみデヴォンやワイト島のような幾つかの側面地域は、1426年に代表されるようなブルターニュの攻撃に対する軍事的交戦を蒙った。ベッドフォード公自身がノルマンディーの未開拓地の自軍を支えるためにイングランドの財政援助に激しく依拠していた。ノルマンディー、ガスコーニュ、カレーの歳入は、フランスにおける海軍上の要塞と守備軍の強化のためにすぐに値上げされた。

## 1422年から1429年にかけてのイングランドの攻勢
二重王国制の考えはイングランド人と北部フランス人の心の中に等しく新鮮に響き、フランスにおける完全な宗主権の確立と、裏切り者のシャルル7世を罰するという新しい道徳的義務がもたらされた。1420年代に小規模な遠征隊がフランスに派遣され、多くのイングランドのジェントリがスランスの所有地を与えられた。計画案はヘンリー5世下での上ノルマンディーを征服した1417年に支持され、ベッドフォード公によって復活させられた。モン・サン＝ミシェルを除くノルマンディーの大部分は安定した。ソンム川の河口にあるル・クロトワはヴァロワ家が掌握していたが、ベッドフォード公が指揮するイングランド軍の手に落ちた。1600人（大部分は弓兵）に及ぶエクセター公率いる別の遠征隊は、ランカスター家が支配するフランス領域を守備するために送られた。ノルマンディーの大部分が明らかにアルマニャック派の勢力圏外であっただけでなく、シャルル7世がブルージュに首都を置く南部のロワール一帯も危うくなりかけていた。
イングランドの戦略はより拡大されたが、その一方でセーヌ川とパリを飛び越えていた。ブルターニュに接する西方の国境も強化された。1424年にベッドフォード公は三部会で、メーヌ・アンジューとピカルディを征服するために軍を派遣することを宣言した。これはメーヌ＝ノルマンディー間のヴェルヌイユの戦いに至った。この勝利の後にベッドフォード公は、イングランドの征服者と評価する方が妥当だと判明し始めた。同時にシャルル7世を支援し、彼のために戦ってきたスコットランド人に一撃を与えることになった。ベッドフォード公は広範囲に渡ってメーヌを征服し、ロワールに面したことはヘンリー6世のフランス領域の首都はもはや、イングランド軍の攻勢状態が残っているのと同じくらいの長さの前線であった。ベッドフォード公はノルマンディーの住民を納得させ、ノルマンディーの人々は植民地的支配や租税による財政的重荷を蒙らなくて済むと宣言した。
1422年にヘンリー5世が死んだ後に、ベッドフォード公はブルターニュ公とブルゴーニュ公のランカスター家との関係を強固なものにするために条約を批准した。1423年のアミアン条約でベッドフォード公、ジャン5世、フィリップ善良公の3人は、3者の同盟といずれかの死によって条約が失効することに同意した。同時にヘンリー6世をフランス王と認識し、三者が互いに兄弟のように接し、南方のシャルル王太子の支配地を征服することを確認した。トロワ条約を補強するために、フィリップ善良公の妹アンヌとフランス摂政ベッドフォード公の結婚が同意された。2人の結婚式はヘンリー5世とカトリーヌが結婚式を挙げたトロワ大聖堂で執り行われた。主に政治的動機から行われたこの結婚は、後にベッドフォード公がアンヌよりも14歳も年長であることを無視した恋愛結婚に発展した。
アミアンでの同盟はほとんど完全に掘り下げられたが、同年にブルターニュ公とブルゴーニュ公が会議を開いた際に両派は、仮にどちらかが王太子といつか和解するのなら友好関係を築くことに同意した。中間の時期にブルターニュ公とブルゴーニュ公は共にヘンリー6世を自らの主権者と認識していたが、ブルゴーニュが後にアラスの和約でイングランドとの同意を破棄したにもかかわらず、ブルターニュとブルゴーニュの友好関係は未だ残っていた。
1424年までフランスの所領は、英仏の貴族から庶民に至るまで幅広く売りに出された。1417年にイングランドの移住者はシェルブール、カーン、アルフルールといった沿岸都市の購入地に到着した。しかし、イングランドがフランスを制御する安全上の問題は、イングランドの兵士がフランスの所領の処理のために高く評価された。フランスの完全制覇がより現実に見え始めたのと同じくらいの熱狂は冷め始めた。グロスター公が妻ジャクリーヌの権利を根拠として1424年にホラントへ侵攻した後、アングロ＝ブルギニョン関係は緊張し始めた。加えてジャン5世下でのブルターニュの関心の喪失とシャルル7世の交渉は、ブルターニュの軍事的境界を弱体化させることになった。1428年にはスコットランドはシャルル7世への支持を続けており、イングランドとスコットランドの関係は完全に悪化し、スコットランド国王ジェームズ1世の娘とシャルル7世の息子ルイの結婚を提案するためにフランスの使節はスコットランドへ派遣された。
ノルマンディー方面の軍事は今やベッドフォード公、ウォリック伯、サフォーク伯の3人に依存していた。ウォリック伯はブルターニュの攻撃に晒されているシェルブールを守るため、1426年にフランスに上陸した。イングランドと抗争して1年後、ブルターニュは再びイングランドの封臣となることを余儀なくされた。ヴェルヌイユの戦いの後に民間による行政の必要性は少なくなった。1427年にベッドフォード公とその偉大な主人がイングランドに去った後に、守備と守備兵はゆっくりと文官の管理を超えていった。同年にはアンジューへの更なる侵攻を目指す別の方法が描かれた。土着のフランス貴族はアンリ2世を自分達の君主と見做しているが、軍事的行為には否定的であり、イングランド軍兵士が三部会から再び好意的な目で見られるには攻勢を実行する必要があった。このことはベッドフォード公がイングランドに向けて不在の時に決定された。
オルレアンはアルマニャック派の最後の砦であった。ソールズベリー伯はブルゴーニュの同盟軍を加えた2400人で、1428年にオルレアンの包囲を開始した。包囲開始時にソールズベリー伯が死んだことで、アングロ＝ブルギニョン軍の規律は崩壊した。ジャンヌ・ダルクの登場でフランス軍は活気づき、これが戦争のターニングポイントとなった。ジャンヌ・ダルクはオルレアンの包囲を解き、シャルル7世はランスで伝統的なフランス王の戴冠式の遣り方で聖別された。このことはウェストミンスターに大変危険なことであると報告された。パリにおけるヘンリー6世のフランス王としての戴冠式がシャルル7世に対する唯一の宣伝による対抗手段であった。ベッドフォード公によって召集された、ボヘミアに送られるべき十字軍はすぐにフランスへ派遣された。ベッドフォード公は十字軍を断られたことに対するローマ教皇マルティヌス5世の怒りに対処する余裕はなかったが、パテーの戦いでの敗北は無視できないものであった。ロワールの出来事は英仏の軍事的体系に試練をもたらした。

## 2つの戴冠式：1429年から1431年
ヘンリー6世の生涯の中で最も有名な出来事は、2つの戴冠式である。最初は1429年11月6日のロンドン・ウェストミンスター寺院で、次に1431年12月16日のパリ・ノートルダム大聖堂で。イングランドにおける戴冠式はオルレアン包囲の崩壊に応じ、英仏議員によって根本原理を引きだした。ヘンリー6世のイングランドでの戴冠式は既に7年も延期されていたが、年齢による延期の理由はないとして、ベッドフォード公はパリでの戴冠式を提案した。シャルル7世がランスでの伝統的な聖堂でフランス王として戴冠することで、ヴァロワ家が成功を収めたことは深い衝撃であった。ベッドフォード公はヘンリー6世がパリで戴冠すればオルレアンの敗戦は帳消しになると信じて、ヘンリー6世のフランスでの戴冠式にすぐに同意した。1429年7月16日のシャルル7世のランスでの戴冠式は、1420年代のイングランド側の立場と比べると普通ではない象徴的な出来事として重要性があった。しかし、1427年の終わりまでフランスとイングランドは、迅速に広範囲にわたってフランスを征服するという頂点を維持する戦略的軍事計画を巡って言い争ってきた。パリ三部会は、ノルマンディー南東部付近はフィリップ善良公に割り当てられたことを知らせ、ベッドフォード公はノルマンディーに集中させることができた。イングランド人はフランスにおけるイングランド体制に懸念を示していた、彼らは以前にイングランドで戴冠を済ませた王がフランスで戴冠する考えに賛成できなかった。
1429年のジョン・リードゲートによる詩は、ヘンリー6世が将来に相続すべきであろうイングランドとフランスの二重の王権を率直に述べている。フランス王シャルル6世とその孫であるヘンリー6世の間柄が直接の関連性を生み出した。ヘンリー6世の系譜には、聖王ルイ9世の子孫とするものと、エドワード殉教王の子孫とするものが並行して描かれている。これはジョン・リードゲートの詩では言及されていないが、フランスの作品から幅広く翻訳されたことは疑いようもない。しかし、1429年11月6日の王の戴冠式を描いた別の詩では、ヘンリー6世は両聖王の子孫であることが言及されている。
全ての美徳で全て輝く貴方の父……幸福な生活を送る貴方の母方の血統である王妃カトリーヌ……有徳から湧き出る高貴な血筋は必然的に良い果実に育たなければならない。
そこでは王は同時にクローヴィス1世の子孫であることも言及されている。神は天使を遣わすことで、ヘンリー6世のフルール・ド・リス下でのイングランドとフランスを保証し、完全な信仰と三位一体による不変の三者の連合を示している。実際の聖油式と戴冠式はボーフォート枢機卿によって執り行われた。
1430年4月23日、ヘンリー6世はフランスで戴冠式を執り行うためにボーフォート枢機卿、ベッドフォード公、テルアンヌ、ノーフォーク、ボーヴェ、エヴルーの各司教とともにドーヴァーを発った。1431年12月16日にフランスでの戴冠式を行う「途中」で、パリ郊外にあるフランス王の聖なる埋葬地であるサン＝ドニ大聖堂へ旅をした。2日より早い最初にキリストが再臨した日曜日（この伝統的な日にフランス王は大聖堂を行進することで象徴的に天の王を演じようとするのである）にノートルダム大聖堂にて戴冠式は鮮やかに執り行われた。ヘンリー6世は25人のトランペット隊と2000〜3000人の衛兵に先導された。王室の随員によって執り行われるパリへの凱旋ルートは大概、北から入る。トランペットをなびかせて“フルール・ド・リス”が舞う中、王の宮殿に至るセーヌ川の橋を行列は進む。そこで若い王はサント・シャペルの聖遺骨に接吻をした。道筋はシテ島の西方部分に移って聖堂は鮮やかに見えなくなり、そしてベッドフォード公夫妻が待つ東部のオテル・デ・トゥルネレへ向かった。この日、国王は市の東部で自らの戴冠式を待った。ノートルダムに捧げるための準備は執り行われ、黄金の服は戴冠式の日のために仕立てられた。立派に掲げられた高壇にて聖別され戴冠した主権者は座っていた。階段は頂点から“フルール・ド・リス”が添えられた青色の布で覆われていた。戴冠式の間、パリの聖堂の聖歌隊に、伝統的に多声の形態で歌うイングランド王室教会聖歌隊も加わっていた。
再び、実際に戴冠式を執り行ったのはボーフォート枢機卿であるが、彼の立場は実際にはパリ司教に保持されていたものであった。パリ司教にさらに衝撃を与えたのが、別の立場を任命されたボーフォート枢機卿が教会に仕える聖なるミサの部分を演じたことである。戴冠式は、“二重の血統”を示すこととフランス人がシャトレーのタブローを演じることで重要な儀式の形態を有した。フランスの盾として捧げるブルゴーニュ公とその息子であるヌヴェール伯を演じる役者と、イングランドのライオンの防壁として捧げるベッドフォード公夫妻を演じる役者の許で、英仏の王を表す黄金の“フルール・ド・リス”を身にまとった少年の頭上には、2つの王冠がバランス良く掲げられていた。
暗い影を与えたのは、フィリップ善良公がリールでガーター騎士団に任命されて以来、1430年から1432年にかけて自らが認識した主権者と全く会っていないことであった。輝かしさと栄光とは裏腹に、戴冠式は局面の打開には至らなかった。ブルゴーニュに対するイングランドの疑念は、戴冠式の3日前にフィリップ善良公がシャルル7世と6日間の休戦を結んだことが判明したように、実質的な戦闘の目立った関心事となった。戴冠式はボーフォート枢機卿、幾人かのイングランド人と親英的なフランスの司教によって執り行われた、純粋にイングランドの出来事であった。戴冠式は1マイル置きにイングランドの領域を侵食するヴァロワ家の脅威への抵抗になりえなかった。ヘンリー6世は自らのフランスにおける王国にわずか2年間だけ君臨した後、カレー経由でイングランドに帰国して、二度とフランスに足を踏み入れることはなかった。
このことは後、1432年の後半になってカンタベリー大司教により、ヘンリー6世はフランス滞在中に自らの望む成果を達成することが出来ず、実際にはノルマンディーにおけるイングランドの力は弱まっていると確信させるに至った。ベッドフォード公は1432年の妻アンヌの死のため喪に服しており、シャルル7世によって新領土は奪われていった。5ヶ月後にベッドフォード公はフィリップ善良公を信用しないリュクサンブール＝リニー家出身のジャケットと再婚したことで、ベッドフォード公とフィリップ善良公のアンヌを介した個人繋がりが喪失して以来のアングロ＝ブルギニョン関係の緊迫は目立ったものになった。最後の3年間がイングランドを軍事的委託に駆り立て、フィリップ善良公は戦争は自らにとって非常に負担が大きいものであることを悟った。